# とさでん交通伊野線
伊野線（いのせん）は、高知県高知市のはりまや橋停留場と同県吾川郡いの町の伊野停留場を結ぶ、とさでん交通の軌道路線である。案内上は後免線と合わせて「東西線」と呼称されることもある。

## 路線データ
- 路線距離（営業キロ）：11.2 km
- 軌間：1067 mm
- 駅数：34駅（起終点駅含む）
- 複線区間：はりまや橋 - 鏡川橋間
- 電化区間：全線（直流600 V）
- 閉塞方式[2]
  - 鏡川橋 - 朝倉：特殊自動閉塞式（トロリーコンタクター式）[注釈 1]
  - 朝倉 - 伊野：特殊自動閉塞式（軌道回路検知式）

## 概要
高知市から吾川郡いの町にかけて東西に横断する路線である。はりまや橋 - 鏡川橋間の市街地区間、鴨部 - 朝倉駅前間、伊野駅前 - 伊野間は併用軌道、その他は専用軌道である。鏡川橋 - 伊野間は単線で、途中3箇所に電車が行き違いを行う交換設備がある（このうち八代信号所は2021年から休止中）。
はりまや橋方面から伊野まで向かう在来型電車の先頭部には、菱形赤地板に「いの」、朝倉行きには同様の形状の紺地の板に「朝倉 高知大学前」、桟橋線高知駅前直通便は菱形赤地板に「高知駅←直通便→県庁前方面」と書かれた方向板が掲げられる。2003年末頃までに車両の行き先表示が一部を除きLED化されたが、その後も方向板を掲示していることが多い。朝倉行きはかつて「朝倉」のみであったが、2006年に「高知大学前」の副名称が設定され現在の方向板に変わっている。同様にかつては上町五丁目で折り返す電車も菱形青地に「五丁目」と書かれた方向板が掲げられていた。。
なお、日本の路面電車で郡部に乗り入れる路線は、当路線と栃木県芳賀郡芳賀町に乗り入れる宇都宮ライトレール宇都宮芳賀ライトレール線の2路線だけである。

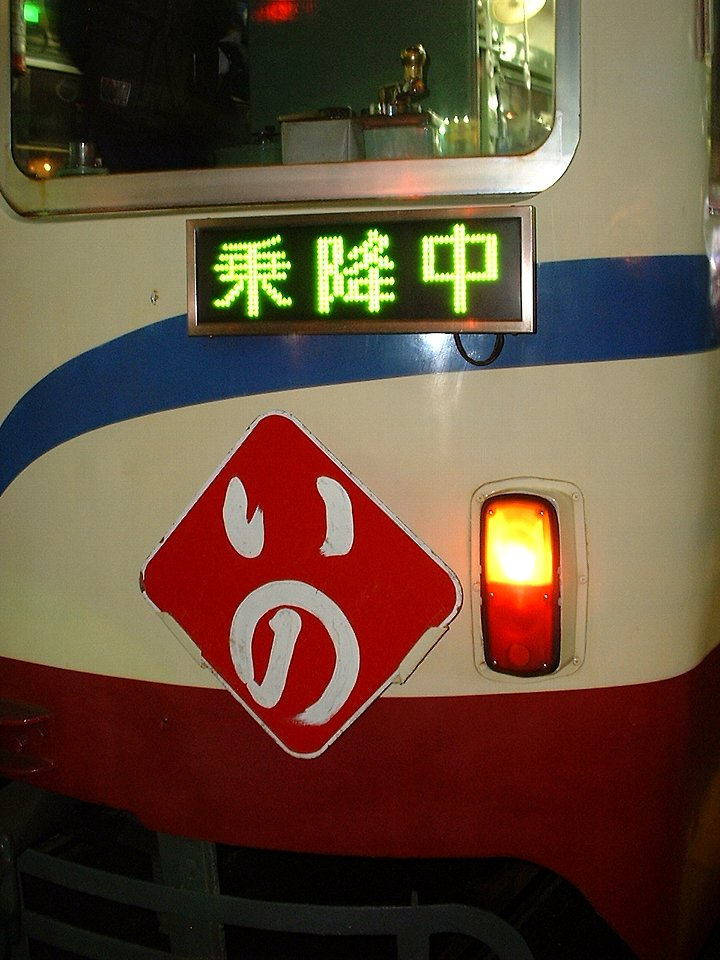
「いの」方向板
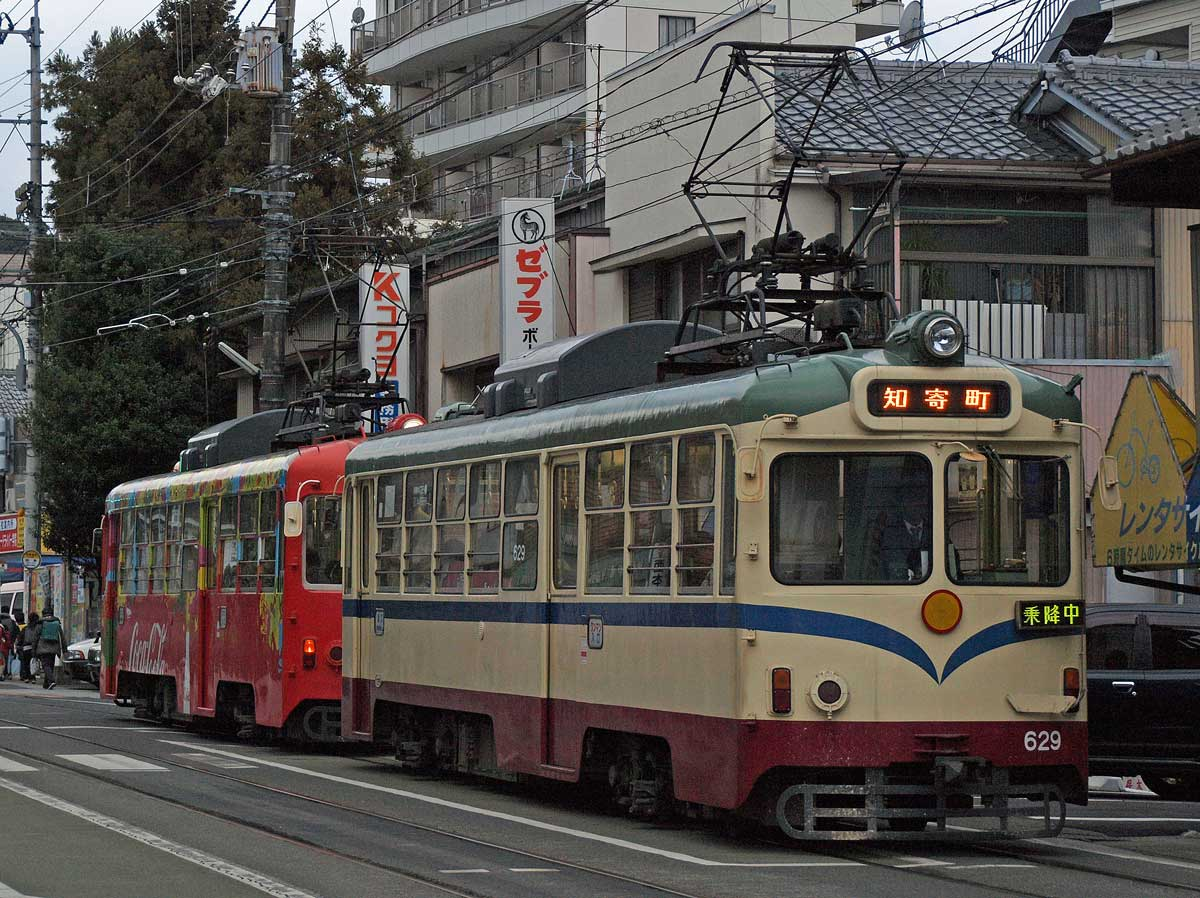
かつて行われていた続行運転の様子。電車正面の黄色の円盤がそれを示す標識

## 運行形態
大半が後免線と直通運転を行っている。日中は平日毎時10 - 11本程度、土休日毎時8 - 9本程度で、このうち伊野発着は概ね40分間隔、朝倉以東折り返しも概ね40分間隔、合わせて鏡川橋 - 朝倉は概ね20分間隔の運行で、残りは鏡川橋以東折り返しである。
後免線後免町停留場へ直通する便は、ほぼ鏡川橋発着便に限られる。伊野・朝倉方面からの便は後免線の文珠通停留場止まりがほとんどである。駅前線直通は平日朝に高知駅前発着便が、桟橋線直通は桟橋通四丁目発および桟橋車庫前行きの出入庫便がある。伊野線→桟橋線の入庫便ははりまや橋停留場に右折線が無いため、はりまや橋で停車した後に交差点北側へ左折し、渡り線を渡って直進で至る。伊野線内のみの運用は、早朝・夜間に運行される鏡川橋 - 伊野の蛍橋車庫出入庫系統のみである。

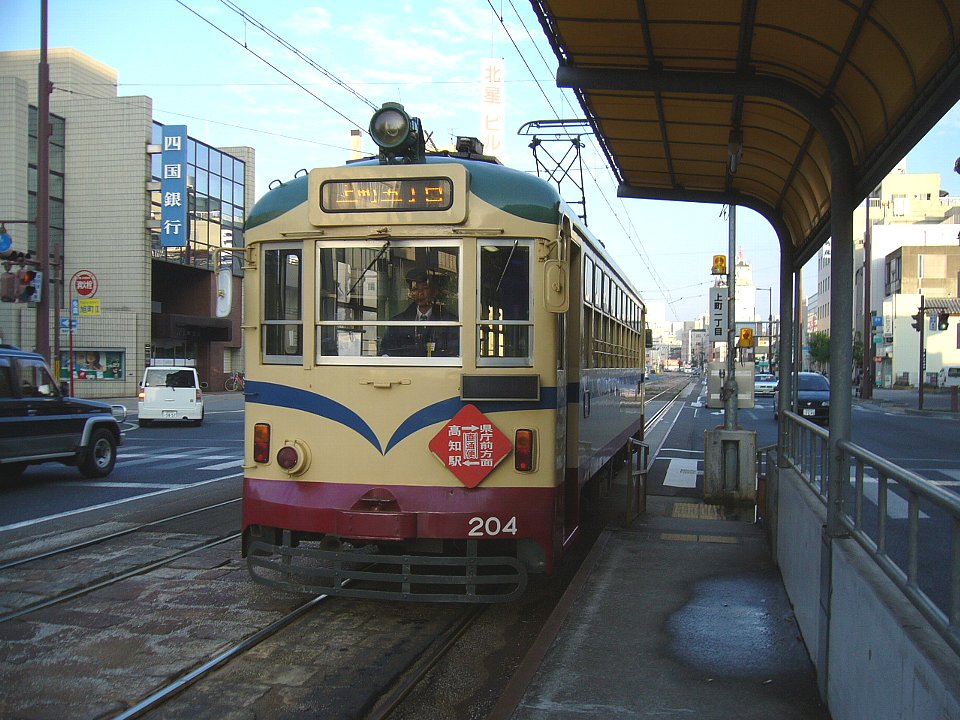
桟橋線高知駅前直通便

## 歴史
- 1904年（明治37年）5月2日：土佐電気鉄道（初代）により、本町線として堀詰 - 乗出（現在のグランド通）間が単線で開業。
- 1906年（明治39年）10月9日：乗出 - 鏡川橋間が単線で開業。
- 1907年（明治40年）
  - 9月16日：鏡川橋 - 咥内間が単線で開業。
  - 11月7日：枝川 - 伊野間が単線で開業。
- 1908年（明治41年）
  - 2月20日：咥内 - 枝川間が単線で開業。
  - 10月31日：下知（現在の宝永町） - 堀詰間が開業。
- 1909年（明治42年）
  - 2月20日：堀詰 - 乗出間の複線化工事完了。
  - 5月22日：乗出 - 本町筋五丁目（現在の上町五丁目）間の複線化工事完了。
- 1922年（大正11年）8月1日：土佐水力電気との合併・社名変更により土佐電気の路線となる。
- 1941年（昭和16年）7月12日：高知鉄道・土佐バスとの合併・社名変更により土佐交通の路線となる。
- 1948年（昭和23年）6月3日：南海鍛圧機との合併により土佐電気鉄道（2代目）の路線となる。
- 1950年（昭和25年）4月17日：本丁筋五丁目（現在の上町五丁目） - 蛍橋間の複線化工事完了。
- 1954年（昭和29年）2月28日：鴨部市場前停留場に行違い設備設置。
- 1955年（昭和30年）6月11日：鳴谷停留場を新設。
- 1958年（昭和33年）10月1日：蛍橋 - 鏡川橋間の複線化工事完了。
- 1960年（昭和35年）
  - 9月30日：宮の奥 - 宇治団地前間の軌道移設により、咥内坂トンネルを撤去。
  - 11月1日：北山口停留場と塩崎停留場を統合し北山停留場を新設。
- 1966年（昭和41年）8月10日：町名変更により本丁筋一丁目 - 五丁目の各停留場を上町一丁目 - 五丁目に改称。
- 1967年（昭和42年）11月1日：旭町二丁目停留場廃止。
- 1972年（昭和47年）10月6日：鴨部市場前停留場の客扱い停止。信号所となる。
- 1976年（昭和51年）12月20日：宇治団地前停留場、伊野商業前停留場に上屋設置。
- 1977年（昭和52年）6月20日：スピードアップのため中ノ橋通停留場、上町三丁目停留場を廃止し、堀詰停留場の伊野方面乗り場を約40 m西に移設。
- 1979年（昭和54年）
  - 2月18日：咥内 - 宇治団地前間で電車611号と618号が正面衝突する事故発生。
  - 5月8日：鏡川橋架け替えによる軌道移設完了。
- 1987年（昭和62年）12月1日：車両基地の桟橋通移転に伴い朝の2両連結運転を廃止、続行運転に切り替える。
- 2005年（平成17年）4月1日：はりまや橋停留場付近の交差点改良。桟橋線高知駅前方面から伊野線への右折線を設置。これに伴い伊野方面行乗り場を交差点西側に新設、旧乗り場をデンテツターミナルビル前停留場とする。
- 2007年（平成19年）1月10日：伊野商業前 - 北山間に北内停留場を新設。
- 2014年（平成26年）
  - 10月1日：土佐電気鉄道の高知県交通・土佐電ドリームサービスとの経営統合に伴い、とさでん交通に承継。
  - 11月11日：高知西バイパス延伸工事に伴い宇治団地前 - 八代通間にある八代信号所（八代行違い場所）を約240m西の八代通 - 中山間（高知信用金庫伊野支店前付近）に移設[3][4]。
- 2016年（平成28年）11月17日：朝倉停留場で、伊野行きの車両が通票を受け取らずに伊野方面へ発車する重大インシデントが発生。通票（厳密にはカバンキャリア）に無線を付け、近隣駅長（通常時は鏡川橋駅長）に通票授受を報告する対策を取る[2]。
- 2019年（平成31年）3月25日：朝倉停留場で、伊野行きの車両が通票を受け取らずに伊野方面へ発車する重大インシデントが発生[5]。この日より朝倉と八代信号所（八代行違い場所）に「駅長」を配置し、通票の授受を行なう事となった[6][7]。
- 2021年（令和3年）1月9日：
  - ダイヤ改正に伴い八代信号所（八代行違い場所）での列車交換が一切なくなる（駅長の配置終了）[8]。
  - 通票式区間の通票（タブレット）の形状変更。朝倉 - 伊野間を通して「○（楕円）」となる[9][注釈 2]。
- 2023年（令和5年）4月10日：朝倉 - 伊野間の保安方式が通票式から特殊自動閉塞式へ変更[10]。これにより日本国内において通票式を用いた軌道路線が消滅。また、再配置されていた朝倉停留場の駅長も5月末をもって廃止され再度無人化された。

## 停留場一覧
- 全停留場が高知県に所在。
- 線路 … ||：複線区間、◇：単線区間（行違い可能）、｜：単線区間（行違い不可）、＊：行違い設備休止中、∨：ここより下は単線、∧：終点（行違い可能）

| 停留場名         | 停留場間キロ | 営業キロ | 接続路線                                  | 線路 | 所在地       |
| ---------------- | ------------ | -------- | ----------------------------------------- | ---- | ------------ |
| はりまや橋停留場 | -            | 0.0      | とさでん交通：後免線・桟橋線・駅前線      | \|\| | 高知市       |
| 堀詰停留場       | 0.3          | 0.3      |                                           | \|\| | 高知市       |
| 大橋通停留場     | 0.3          | 0.6      |                                           | \|\| | 高知市       |
| 高知城前停留場   | 0.2          | 0.8      |                                           | \|\| | 高知市       |
| 県庁前停留場     | 0.2          | 1.0      |                                           | \|\| | 高知市       |
| グランド通停留場 | 0.3          | 1.3      |                                           | \|\| | 高知市       |
| 枡形停留場       | 0.2          | 1.5      |                                           | \|\| | 高知市       |
| 上町一丁目停留場 | 0.2          | 1.7      |                                           | \|\| | 高知市       |
| 上町二丁目停留場 | 0.2          | 1.9      |                                           | \|\| | 高知市       |
| 上町四丁目停留場 | 0.3          | 2.2      |                                           | \|\| | 高知市       |
| 上町五丁目停留場 | 0.2          | 2.4      |                                           | \|\| | 高知市       |
| 旭町一丁目停留場 | 0.4          | 2.8      |                                           | \|\| | 高知市       |
| 旭駅前通停留場   | 0.3          | 3.1      | 四国旅客鉄道：土讃線 ⇒ 旭駅 (K03)         | \|\| | 高知市       |
| 旭町三丁目停留場 | 0.3          | 3.4      |                                           | \|\| | 高知市       |
| 蛍橋停留場       | 0.3          | 3.7      |                                           | \|\| | 高知市       |
| 鏡川橋停留場     | 0.5          | 4.2      | 四国旅客鉄道：土讃線 ⇒ 高知商業前駅 (K04) | ∨    | 高知市       |
| 鴨部停留場       | 0.5          | 4.7      |                                           | ｜   | 高知市       |
| 鴨部市場前信号所 | -            |          |                                           | ◇    | 高知市       |
| 曙町東町停留場   | 0.4          | 5.1      |                                           | ｜   | 高知市       |
| 曙町停留場       | 0.3          | 5.4      |                                           | ｜   | 高知市       |
| 朝倉停留場       | 0.2          | 5.6      |                                           | ◇    | 高知市       |
| 朝倉駅前停留場   | 0.2          | 5.8      | 四国旅客鉄道：土讃線 ⇒ 朝倉駅 (K05)       | ｜   | 高知市       |
| 朝倉神社前停留場 | 0.5          | 6.3      |                                           | ｜   | 高知市       |
| 宮の奥停留場     | 0.5          | 6.8      |                                           | ｜   | 高知市       |
| 咥内停留場       | 0.5          | 7.3      |                                           | ｜   | 高知市       |
| 宇治団地前停留場 | 0.9          | 8.2      |                                           | ｜   | 吾川郡いの町 |
| 八代通停留場     | 0.4          | 8.6      |                                           | ｜   | 吾川郡いの町 |
| 八代信号所       | -            |          |                                           | ＊   | 吾川郡いの町 |
| 中山停留場       | 0.3          | 8.9      |                                           | ｜   | 吾川郡いの町 |
| 枝川停留場       | 0.3          | 9.2      | 四国旅客鉄道：土讃線 ⇒ 枝川駅 (K06)       | ｜   | 吾川郡いの町 |
| 伊野商業前停留場 | 0.6          | 9.8      |                                           | ｜   | 吾川郡いの町 |
| 北内停留場       | 0.1          | 9.9      |                                           | ｜   | 吾川郡いの町 |
| 北山停留場       | 0.4          | 10.3     |                                           | ｜   | 吾川郡いの町 |
| 鳴谷停留場       | 0.5          | 10.8     |                                           | ｜   | 吾川郡いの町 |
| 伊野駅前停留場   | 0.2          | 11.0     | 四国旅客鉄道：土讃線 ⇒ 伊野駅 (K07)       | ｜   | 吾川郡いの町 |
| 伊野停留場       | 0.2          | 11.2     |                                           | ∧    | 吾川郡いの町 |

### 廃止停留場
堺町停留場、中ノ橋通停留場、上町三丁目停留場、旭町二丁目停留場、鴨部市場前停留場（信号所化）、北山口停留場、塩崎停留場